# ميخائيل يابونوف
ميخائيل يابونوف (بالإنجليزية: Mikhail Lyapunov)‏ (و. 1820 – 1868 م) هو عالم فلك
توفي عن عمر يناهز 48 عاماً.

## التعليم
تعلم في جامعة كازان.

## مناصب وهيئات
أدار جامعة كازان.